# Gmina Korsør
Gmina Korsør (duń. Korsør Kommune) była w latach 1970–2006 (włącznie) jedną z gmin w Danii w okręgu zachodniej Zelandii (Vestsjællands Amt). 
Siedzibą władz gminy było miasto Korsør. 
Gmina Korsør została utworzona 1 kwietnia 1970 na mocy reformy podziału administracyjnego Danii. Po kolejnej reformie w 2007 r. weszła w skład nowej gminy Slagelse.

## Dane liczbowe
- Liczba ludności: (♀ 10 224 + ♂ 10 420) = 20 644
  - wiek 0-6: 8,0%
  - wiek 7-16: 12,9%
  - wiek 17-66: 64,2%
  - wiek 67+: 14,9%
- zagęszczenie ludności: 279,0 osób/km²
- bezrobocie: 7,9% osób w wieku 17-66 lat
- cudzoziemcy z UE, Skandynawii i USA: 83 na 10 000 osób
- cudzoziemcy z krajów Trzeciego Świata: 266 na 10 000 osób
- liczba szkół podstawowych: 4 (liczba klas: 99)